# Patrick Solal
Pas d'image ? Cliquez ici

a Compétitions nationales et continentales officielles uniquement.

b Matchs officiels uniquement.
Patrick Solal, né le 6 mars 1961 à Meknès, est un joueur français de rugby à XIII. Il évolue au poste d'ailier.
Au cours de sa carrière, il joue sous les couleurs de Tonneins, Hull FC et Villeneuve-sur-Lot, et compte six sélections en équipe de France. En club, il dispute deux évènements majeures lorsqu'il évolue à Hull FC avec la finale du Championnat d'Angleterre en 1983 et la finale de la Yorkshire Cup en 1984.

## Palmarès
- Collectif :
  - Finaliste du Championnat d'Angleterre : 1983 (Hull FC).
  - Finaliste de la Yorkshire Cup: 1984 (Hull FC).

### Détails en sélection
| 1. | 20 décembre 1981 | Grande-Bretagne | 19-2 | Test-match | Ailier | 6 | 2 | - | - |
| 2. | 5 décembre 1982  | Australie       | 4-15 | Test-match | Ailier | - | - | - | - |
| 3. | 18 décembre 1982 | Australie       | 9-23 | Test-match | Ailier | - | - | - | - |
| 4. | 6 mars 1983      | Grande-Bretagne | 5-17 | Test-match | Ailier | 3 | 1 | - | - |
| 5. | 29 janvier 1984  | Grande-Bretagne | 0-12 | Test-match | Ailier | - | - | - | - |
| 6. | 17 février 1984  | Grande-Bretagne | 0-10 | Test-match | Ailier | - | - | - | - |